# Feinmechanik
Feinmechanik ist ein Zweig der Technik, der sich mit der Herstellung feinmechanischer Komponenten in Geräten befasst. Die kleinen Abmessungen dieser Komponenten sind häufig durch die im Allgemeinen kleinen äußeren Kräfte bedingt, werden aber auch gefordert, um durch kleine Massen hohe Arbeitsgeschwindigkeiten und Genauigkeiten zu erreichen.
Die Feinmechanik entwickelte sich aus der Herstellung der mechanischen Uhren. Diese Technik verlangte eine präzise Bearbeitung mechanischer Teile mit hoher Genauigkeit. Bevor vermehrt Werkzeugmaschinen eingesetzt wurden, waren Feile und Schaber die Hauptwerkzeuge des Feinmechanikers, mit denen eine mechanische Bearbeitung mit einer Genauigkeit von ±0,05 mm möglich war.
Da die Geräte kleiner wurden und vor allem eine hohe Ganggenauigkeit verlangt wurde, ist die mechanische Bearbeitung als Zweig der Mechanik entwickelt worden. So verlangen beispielsweise Chronometer, die zur Navigation in der Handelsschifffahrt (zur Bestimmung des Längengrades) und der Marine benötigt wurden, eine hohe Ganggenauigkeit. Bis in die 1960er Jahre hatten diese Geräte eine sehr hohe Bedeutung.
In der Mitte des 20. Jahrhunderts kam dann zu den zwei Hauptgebieten der Feinmechanik, Optik und Mechanik, als drittes die Elektronik hinzu, die zunehmend die Mechanik verdrängt (elektronisch gesteuerte Feintriebe, mikromechanische Bauelemente wie Beschleunigungssensoren). Bei Einbeziehung elektronischer Komponenten wird hier anstelle von Feinmechanik oft der Begriff Feinwerk- oder Gerätetechnik benutzt. In diesem Zusammenhang gibt es auch den Ausbildungsberuf Feinwerkmechaniker, bei dem Feinmechanik als Schwerpunkt gewählt werden kann.
Feinmechanik erlaubt es, sehr genaue wissenschaftliche Geräte herzustellen.